# Sociedad Internacional de SIDA
La Sociedad Internacional de SIDA (en inglés: International AIDS Society), conocida por la sigla IAS, es la mayor asociación mundial de activistas, celebridades, científicos y profesionales médicos contra el VIH/sida. Fue creada en 1988, tiene miembros en más de 190 países y constituye la respuesta internacional a la pandemia de VIH/sida.
La IAS organiza desde 1989 la «Conferencia Internacional sobre el Sida», el congreso más importante del mundo en la investigación del virus de la inmunodeficiencia humana, actualmente se realiza cada dos años y desde 2020 está disponible live streaming gratuitamente.

## Historia

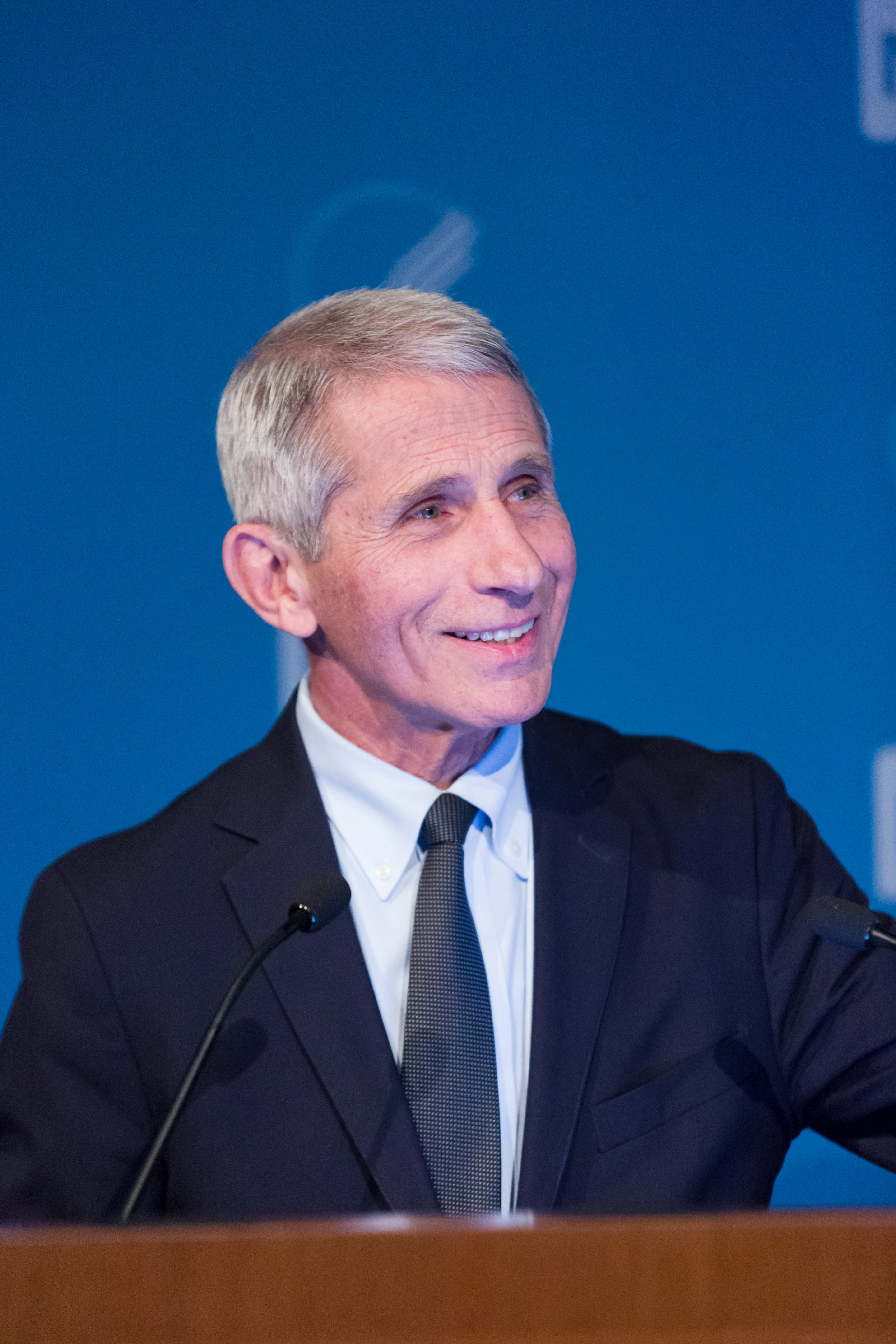
Anthony Fauci ha expuesto en todas las Conferencias Internacionales sobre el Sida.

Fue fundada en Estocolmo en el año 1988 durante la IV Conferencia Internacional sobre el Sida, fijando la sede en la capital sueca. En 2004 se reestructuró su organización, aumentando su cantidad de empleados y trasladando su sede a Ginebra para fortalecer sus vínculos con otras organizaciones internacionales, principalmente la Organización Mundial de la Salud.

### Organización
El Consejo de Gobierno dirige la Sociedad; representa los intereses, orienta el trabajo, asegura el cumplimiento de su estatuto y se integra por: un presidente, un tesorero y tres miembros más. Todos éstos son elegidos por la Asamblea General de Miembros, en cada Conferencia Internacional sobre el SIDA.
La IAS divide al mundo en cinco regiones: África, América Latina y el Caribe, Asia y Oceanía, Canadá y los Estados Unidos, y Europa. Cada una es dirigida por cuatro miembros y éstos se responsabilizan de la situación en su región.

## Presidentes

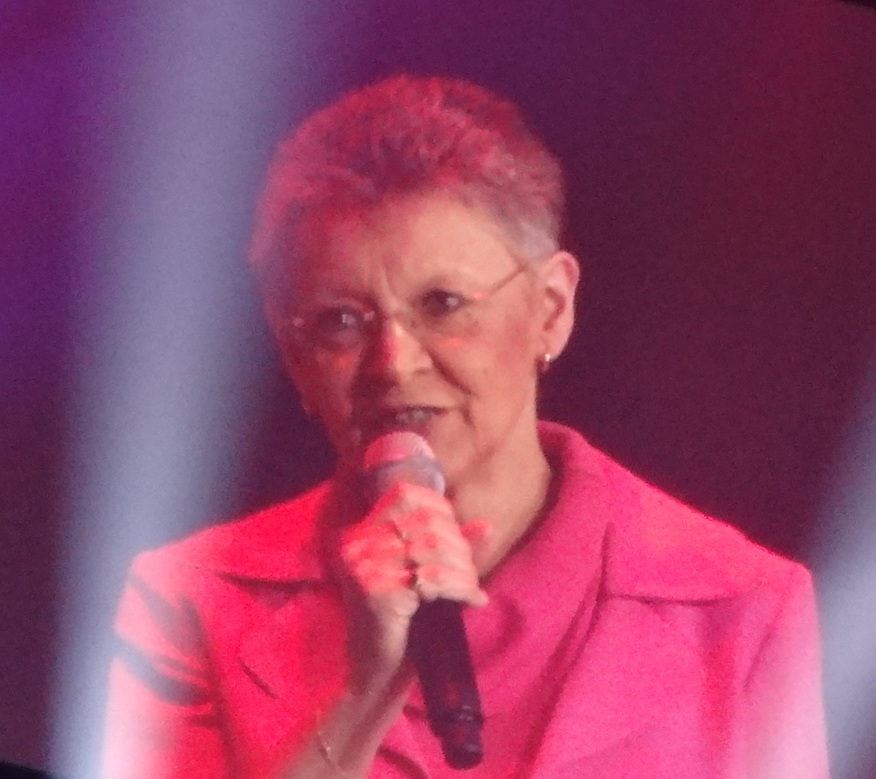
Françoise Barré-Sinoussi presidió la IAS, descubrió el VIH en 1983.

La dirección de la IAS recae sobre un Presidente que asume el último día de la Conferencia Internacional, tiene un mandato de 2 años y solo puede ser reelegido sucesivamente una vez. Actualmente la brasilera Beatriz Grinsztejn ejerce el cargo hasta 2026.
El presidente de la Sociedad es considerado el líder mundial de la lucha contra el VIH/sida, sus deberes son: evaluar y decidir las políticas más determinantes a esta causa, aconsejar que investigaciones actuales financiar, y colaborar directamente con la OMS, ONUSIDA y los ministerios de salud estatales. Siempre dirige una Conferencia Internacional, donde será reelegido o anunciará a su sucesor.

### Lista
Algunos de los más destacados presidentes fueron el belga Peter Piot; quien codescubrió el Ebolavirus, y la francesa Françoise Barré-Sinoussi; quien codescubrió el VIH y ganó el premio Nobel de medicina.
|      | Nombre                   | País           | Mandato   |
| 1.º  | Lars Kallings            | Suecia         | 1988—1990 |
| 2.º  | Paul Volberding          | Estados Unidos | 1990—1992 |
| 3.º  | Peter Piot               | Bélgica        | 1992—1994 |
| 4.º  | David Cooper             | Australia      | 1994—1998 |
| 5.º  | Mark Wainberg            | Canadá         | 1998—2000 |
| 6.º  | Stefano Vella            | Italia         | 2000—2002 |
| 7.º  | Joep Lange               | Países Bajos   | 2002—2004 |
| 8.º  | Helene Gayle             | Estados Unidos | 2004—2006 |
| 9.º  | Pedro Cahn               | Argentina      | 2006—2008 |
| 10.º | Julio Montaner           | Argentina      | 2008—2010 |
| 11.º | Elly Katabira            | Uganda         | 2010—2012 |
| 12.º | Françoise Barré-Sinoussi | Francia        | 2012—2014 |
| 13.º | Chris Beyrer             | Estados Unidos | 2014—2016 |
| 14.º | Linda-Gail Bekker        | Zimbabue       | 2016–2018 |
| 15.º | Anton Pozniak            | Reino Unido    | 2018–2020 |
| 16.º | Adeeba Kamarulzaman      | Malasia        | 2020–2022 |
| 17.º | Sharon Lewin             | Australia      | 2022–2024 |
| 18.° | Beatriz Grinsztejn       | Brasil         | 2024–act. |
| ---- | ------------------------ | -------------- | --------- |

Seis mujeres han presidido (33%) y ninguna durante el siglo XX, el promedio de edad al asumir es 56 años y solo cuatro (23%) no han procedido de países desarrollados. Con tres, los Estados Unidos han aportado más presidentes.

## Conferencia Internacional sobre el Sida
Es la mayor reunión regular de expertos, que proporciona un foro para la interacción de la ciencia, la comunidad, el liderazgo y el fortalecimiento de una política basada en la evidencia y las respuestas programáticas a la pandemia. Las conferencias también permiten una oportunidad para intensificar los compromisos políticos y financieros a causa del Sida, e incluyen el mayor programa de becas contra la enfermedad.
Durante el evento decenas de oradores; activistas, científicos, jefes de Estado, médicos y hasta celebridades, exponen la situación actual, los avances científicos e impetran financiación para la investigación de la vacuna contra el VIH. Algunos oradores fueron: el expresidente americano Bill Clinton, la princesa británica Diana de Gales, el canciller alemán Olaf Scholz, la actriz sudafricana Charlize Theron y el músico británico Elton John, mientras que Anthony Fauci ha estado presente en todas las ediciones.

### Historia

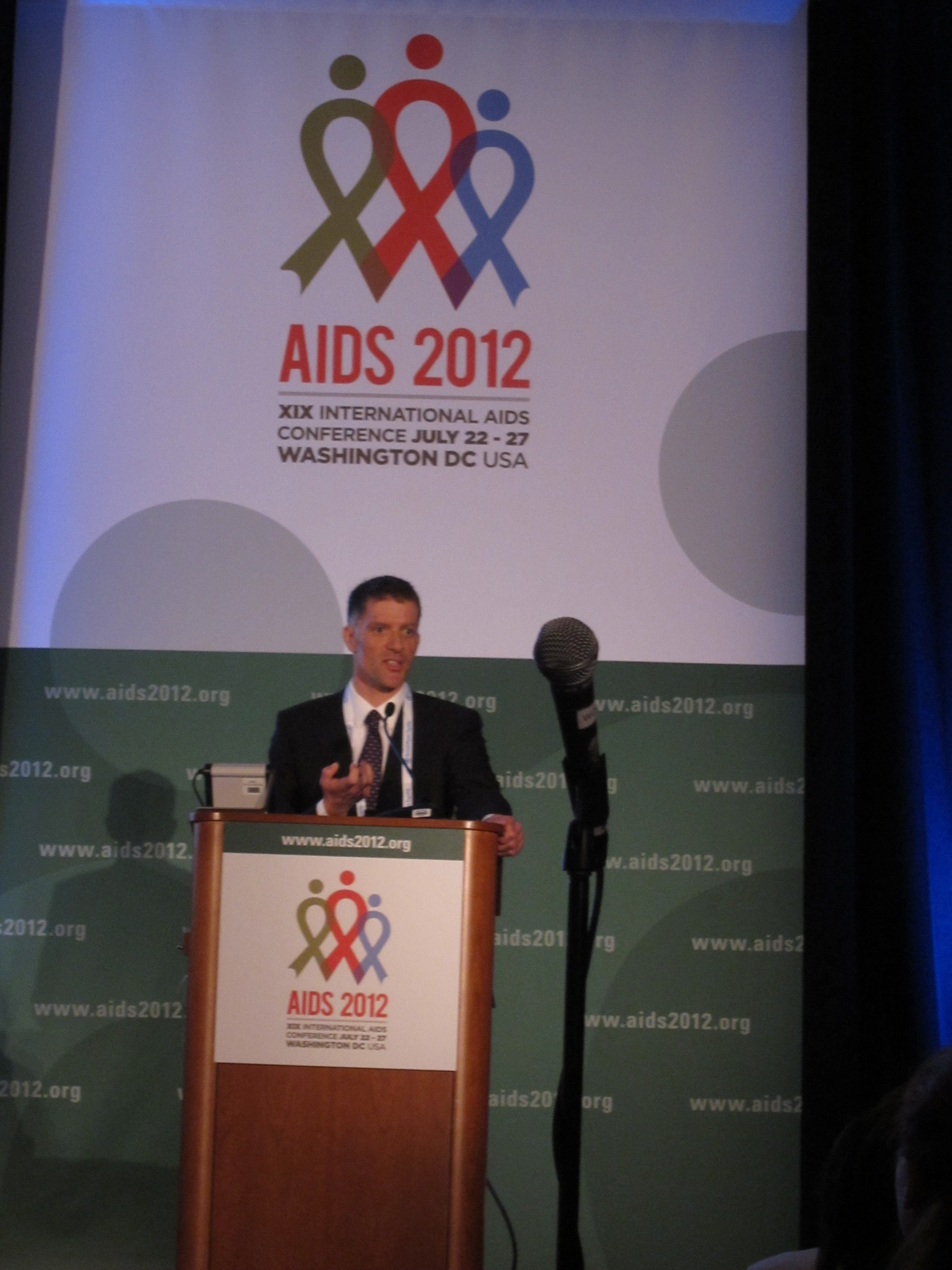
La XIX Conferencia Internacional se realizó en Washington D. C.

Desde 1985 se llevaron a cabo conferencias mundiales anuales sobre el VHI/Sida para informar los datos, recientes esfuerzos y avances en la lucha contra la enfermedad. En 1988 la recién creada IAS asumió el compromiso de organizarlas a partir del año siguiente y en 1994 decidió realizarlas cada dos años, cuando se hizo evidente que los avances científicos en un año eran mínimos.
En 2020 la XXIII Conferencia Internacional fue afectada por la pandemia de enfermedad por coronavirus y se discutió la suspensión. Correctamente se prefirió que se realice por videoconferencia, siendo el lema oficial de esta edición: VIRTUAL, por su naturaleza llegó a más de 125.000 personas conectadas en todo el mundo y se convirtió en la más exitosa de la historia.

### Lista
Se han realizado 25 hasta Múnich 2024, cinco en cada década y la única excepción fueron siete en los años 1990. De Atlanta 1985 a Yokohama 1994 fue anual y desde entonces es bienal.
Quince países fueron sede y solamente tres (20%) pertenecen al mundo subdesarrollado (México, Sudáfrica y Tailandia). Con cinco, los Estados Unidos es el país que más veces albergó la conferencia.
| Edición | Sede             | Lema                                              | Año  |
| I       | Atlanta          | —                                                 | 1985 |
| II      | París            | —                                                 | 1986 |
| III     | Washington D. C. | —                                                 | 1987 |
| IV      | Estocolmo        | —                                                 | 1988 |
| V       | Montreal         | El reto científico y social del SIDA              | 1989 |
| VI      | San Francisco    | SIDA en los 90's: de la ciencia a la política     | 1990 |
| VII     | Florencia        | Ciencia al desafiante SIDA                        | 1991 |
| VIII    | Ámsterdam        | Un mundo unido contra el SIDA                     | 1992 |
| IX      | Berlín           | —                                                 | 1993 |
| X       | Yokohama         | El desafío mundial del SIDA: Juntos por el futuro | 1994 |
| XI      | Vancouver        | Un mundo, una esperanza                           | 1996 |
| XII     | Ginebra          | Cerrando la brecha                                | 1998 |
| XIII    | Durban           | Rompiendo el silencio                             | 2000 |
| XIV     | Barcelona        | Conocimiento y compromiso para la acción          | 2002 |
| XV      | Bangkok          | Acceso para todos                                 | 2004 |
| XVI     | Toronto          | Es tiempo de cumplir                              | 2006 |
| XVII    | Ciudad de México | Acción universal ahora                            | 2008 |
| XVIII   | Viena            | Derechos aquí y ahora                             | 2010 |
| XIX     | Washington D. C. | Juntos cambiando el rumbo                         | 2012 |
| XX      | Melbourne        | Intensificar el ritmo                             | 2014 |
| XXI     | Durban           | Derechos de acceso equitativo ya                  | 2016 |
| XXII    | Ámsterdam        | Derrumbando barreras, construyendo puentes        | 2018 |
| XXIII   | San Francisco    | VIRTUAL                                           | 2020 |
| XXIV    | Montreal         | Volver a comprometerse y seguir la ciencia        | 2022 |
| XXV     | Múnich           | Poner a las personas primero                      | 2024 |
| ------- | ---------------- | ------------------------------------------------- | ---- |

Hasta Múnich 2024, veinte ciudades albergaron la conferencia. Ninguna fue sede tres veces, pero cinco lo han sido dos veces.

## Documentación
La Sociedad publica la Journal of the International AIDS Society (JIAS), una revista médica en línea, de acceso gratuito y revisada por pares, que cubre todos los aspectos de la investigación sobre el VIH/sida.
Desde enero de 2010 se encuentra disponible una biblioteca de recursos en línea del IAS, es una colección en línea de resúmenes y otros recursos de las conferencias internacionales, así como numerosos otros materiales producidos.